# دورنير دو 27
دورنير دو 27 (بالإنجليزية: Dornier Do 27)‏ هي إقلاع وهبوط قصير من صناعة دورنير للطائرات. كان أول طيران لها في 27 يونيو 1955. صنع منها 628 طائرة.